# Харківський Аврам Менашевич

Харківський — На Москва-ріці, з ласки artonline.ru

Авра́м Мена́шевич Ха́рківський (рос. Авраам Менашевич Харьковский; 1911, Одеса — †1995, Москва) — російський живописець. Зафіксовані варіанти імені — Абрам, Олександр, по батькові — Мойсейович.

## Біографічні дані
1939 року закінчив графічне відділення Одеського художнього інституту. Вчився у Юлія Рафаїловича Бершадського (учня Іллі Юхимовича Рєпіна), Володимира Християновича Заузе і Олександра Федоровича Гауша.
1943 року закінчив живописне відділення Академії образотворчого мистецтва (Ленінградський інститут живопису, скульптури і архітектура імені Рєпіна), де вчився у Ісака Бродського, Сергія Герасимова та Ігоря Грабаря.
У 1944—1949 роках викладав у спецтехнікумі Держзнаку.
Від 1950 року член Спілки художників СРСР. Учасник багатьох московських, республіканських і всесоюзних виставок.
1979 року в Москві відбулася персональна виставка художника.
Роботи Харківського зберігаються в багатьох музеях Росії, а також у приватних колекціях у низці країн.

## Твори
Працював у багатьох жанрах (пейзаж, натюрморт, портрет).
- «Оригінальний натюрморт» (1950).
- «На березі» (1952).
- «Гурзуф» (1956).
- «На Москва-ріці» (1958).
- «Хлопчики» (1958).
- «Натюрморт із чайним сервізом» (1969).

## Електронні ресурси
- Масловка — містечко художників
- Харківський на artonline.ru

| Художник | Це незавершена стаття про художника. Ви можете допомогти проєкту, виправивши або дописавши її. |